# Super Bowl LV
Match précédent Match suivant
Le Super Bowl LV est un match de football américain constituant la finale de la saison 2020 de la NFL. Il a été joué le 7 février 2021 au Raymond James Stadium de Tampa dans l'État de Floride.
Il s'agit du 55e Super Bowl, le 5e joué dans la région de Tampa et le 3e au Raymond James Stadium. Les Chiefs de Kansas City, tenants du titre et champions de l'American Football Conference (AFC), ont été opposés aux Buccaneers de Tampa Bay, champions de la National Football Conference (NFC). 
Ce Super Bowl marque l'histoire de la NFL puisque d'une part une équipe dispute pour la première fois le Super Bowl dans son stade, le Raymond James Stadium étant le stade des Buccaneers, et que d'autre part l'assistance a été limitée à un maximum de 25 000 personnes en raison de la pandémie de Covid-19, soit la plus petite assistance de l'histoire du Super Bowl.
Le match a été télévisé sur la chaîne CBS. Les Buccaneers remportent le match au score de 31 à 9 et gagnent le deuxième Super Bowl de leur histoire, après le Super Bowl XXXVII. Le quarterback des Buccaneers Tom Brady, qui remporte son septième Super Bowl en carrière, est désigné meilleur joueur du Super Bowl.

## Procédure de désignation du lieu du match

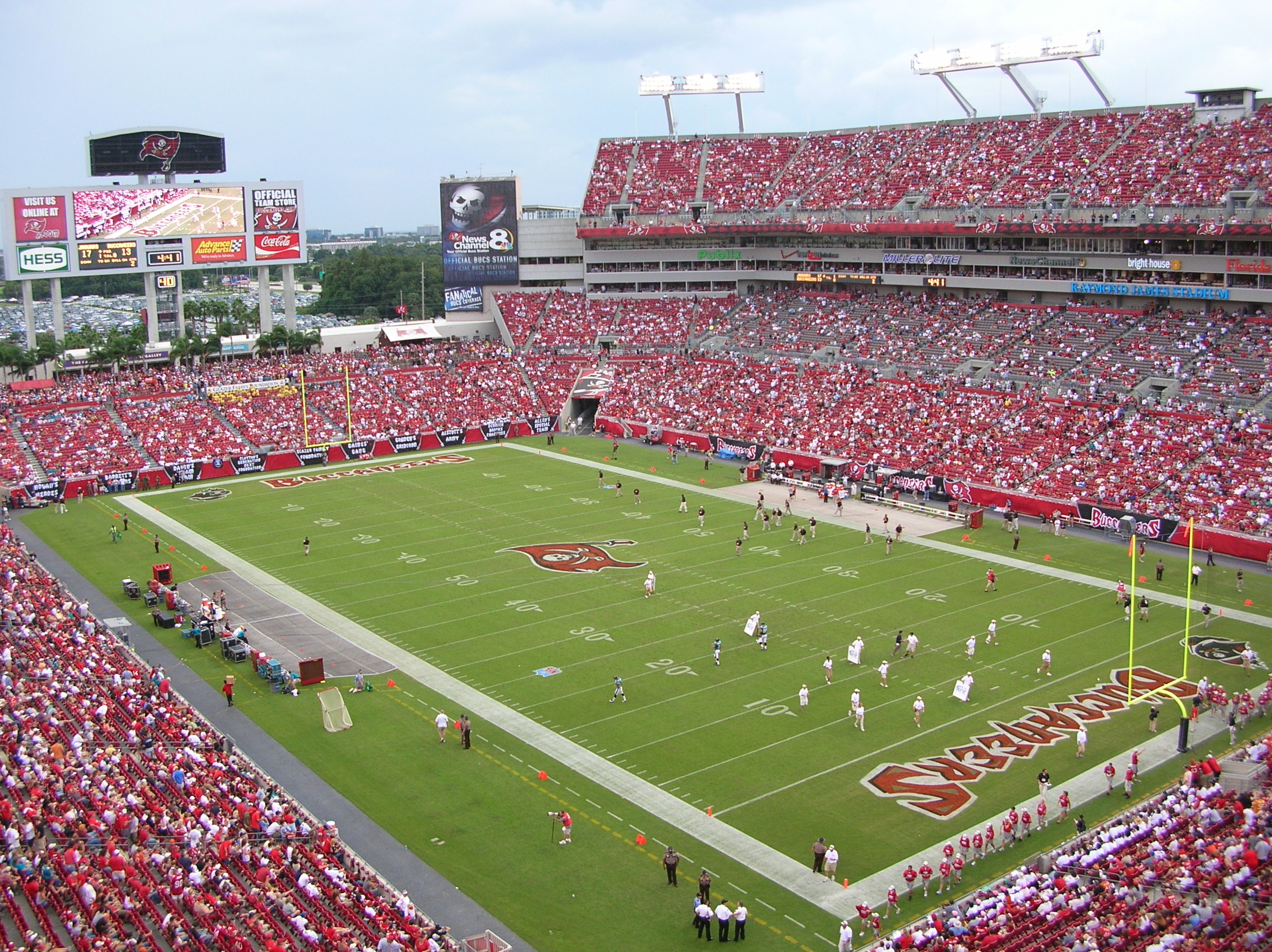
Vue du Raymond James Stadium.

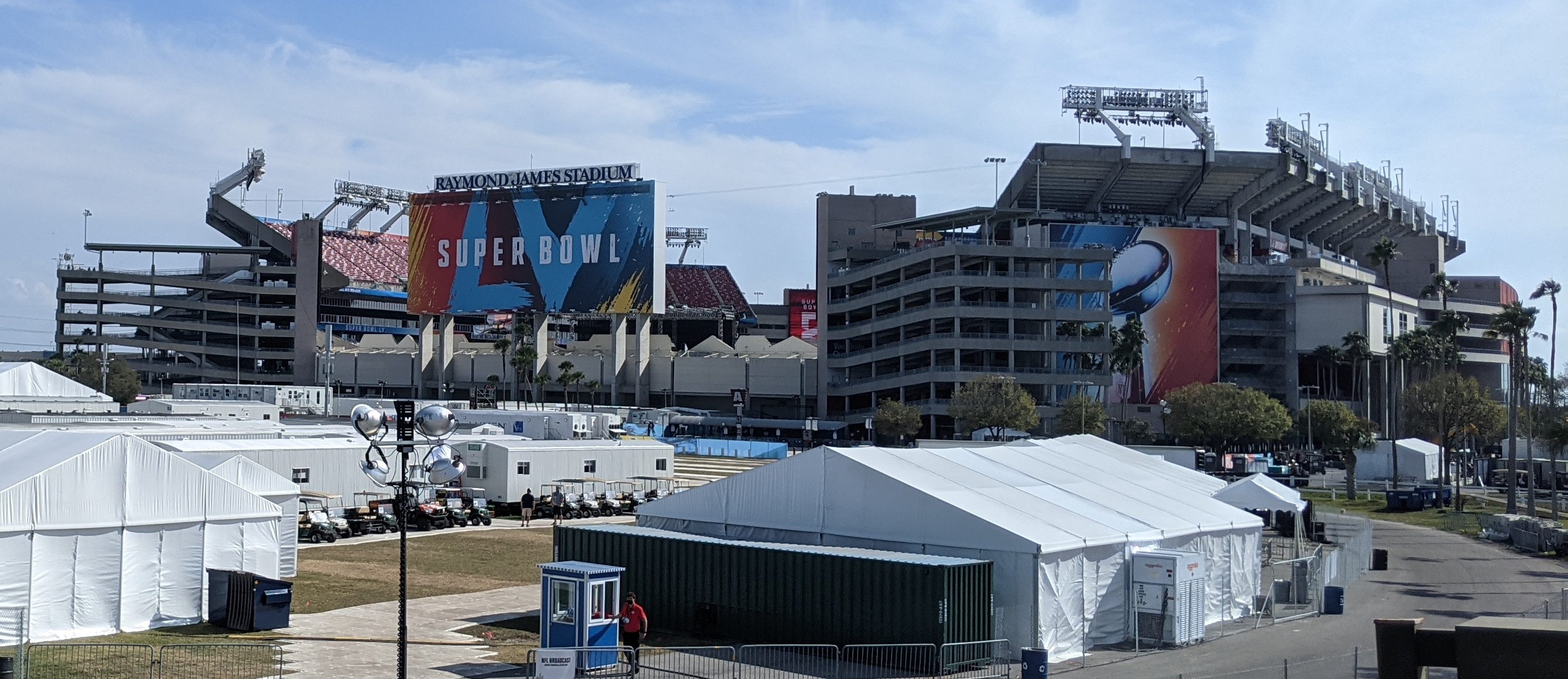
Le stade décoré pour le Super Bowl LV.

Le 9 mai 2015 la ligue précise la liste des 5 sites finalistes pour accueillir le Super Bowl LIII en 2019 et Super Bowl LIV en 2020. Le 24 mai 2016, les propriétaires des franchises NFL ont voté pour déterminer les villes accueillant ces deux évènements. Après ces deux votes, ils ont décidé de procéder à un 3e vote (non prévu) pour sélectionner le futur site du Super Bowl LV. C'est ainsi qu'Atlanta et Miami se voient respectivement accordés les Super Bowls LIII et LIV. Ces villes sont donc retirées de la liste des sites potentiels pour accueillir le Super Bowl LV. Los Angeles n'était pas éligible pour le Super Bowl LIII (leur nouveau stade étant toujours en construction pour la date de l'événement). La ville pouvait entrer en ligne de compte pour les Super Bowls LIV et LV mais décide finalement de ne se présenter que pour le LV.
Il ne reste donc que deux candidats en lice pour le Super Bowl LV :
- le Raymond James Stadium de Tampa en Floride : Tampa avait déjà accueilli 4 Super Bowls, le dernier étant le Super Bowl XLIII en 2009 ;
- le SoFi Stadium d'Inglewood en Californie : Los Angeles avait déjà accueilli 7 Super Bowls, le dernier étant le Super Bowl XXVII en 1993 (il avait eu lieu comme les 4 précédents au Rose Bowl, les deux premiers s'étant déroulés au Los Angeles Memorial Coliseum).

La ville de Los Angeles est initialement choisie pour accueillir le Super Bowl LV à la suite du vote effectué le 24 mai 2016,,. Cependant, à la suite de délais de construction dépassés, les autorités annoncent que le stade ne serait pas complètement opérationnel avant le début de la saison 2020. Le 23 mai 2017, les propriétaires NFL décident à l'unanimité (avec l'accord des Rams) de déplacer le Super Bowl LV vers Tampa, la ville d'Inglewood se voyant octroyée le Super Bowl LVI en 2022,.

## Pandémie de Covid-19
Au début de la saison 2020 de la NFL, à la suite de la pandémie de Covid-19 aux États-Unis, la ligue avait décidé d'interdire les événements annexes se déroulant habituellement sur le terrain à l'occasion des Super Bowls avec spectateurs comme le spectacle de la mi-temps et les hymnes nationaux d'avant match. Ces éléments, qui ont toujours été considérés comme des moments importants des Super Bowls, devraient se dérouler en dehors du site si les restrictions dues à la pandémies restaient en place.
Le 12 novembre, la NFL annonce que l'artiste The Weeknd avait été choisi pour le show de la mi-temps.
En octobre 2020, l'État de Floride supprime les restrictions imposées aux événements sportifs par la pandémie même si trois équipes sportives de l'État limiteront volontairement les spectateurs à 20-25% de la capacité de leurs stades. 
À la fin du mois d'octobre, la NFL prévoyait pour le Super Bowl, une participation minimale de 20% de la capacité du stade tout en espérant une augmentation en fonction de l'évolution de la situation.
Le 22 janvier 2021, la NFL annonce que le match se déroulera en présence de 22 000 spectateurs dont 7 500 professionnels de la santé vaccinés contre le coronavirus venant pour la plupart de Tampa et du centre de la Floride. Chacune des 32 équipes NFL pourront également récompenser certains travailleurs de la santé de leur propre région,,.
Les traditionnels évènements annexes au match ont été réduits de manière significative et les deux équipes ne sont arrivées sur place qu'un ou deux jours avant le match comme ce fut le cas pendant la saison régulière.

## Présentation du match
L'hymne national The Star-Spangled Banner a été chanté par le chanteur de country Eric Church et Jazmine Sullivan. America the Beautiful a été interprété par la chanteuse H.E.R.,.
Un concert dénommé le TikTok Tailgate a également été organisé pour les travailleurs des services médicaux invités au Super Bowl. Il a eu lieu avant le match, au cours de l'après-midi, avec Miley Cyrus en guest-star. Des extraits ont été retransmis en direct lors du show CBS d'avant match tandis que l'intégralité a été retransmise via l'application TikTok,.
La lauréate du concours nationale des jeunes poètes, Amanda Gorman, a récité un poème original en l'honneur des trois personnalités participant à la cérémonie du tirage au sort soit l'enseignante de Los Angeles Trimaine Davis, l'infirmière de Tampa Suzie Dorner et le vétéran de la Marine James Martin.
| Équipes                                                                 | Conférences | Divisions | Entraîneurs  | Bilan de saison |
| ----------------------------------------------------------------------- | ----------- | --------- | ------------ | --------------- |
| Chiefs de Kansas City                                                   | AFC         | AFC West  | Andy Reid    | 16-2            |
| Buccaneers de Tampa Bay                                                 | NFC         | NFC South | Bruce Arians | 14-5            |
| - Équipe donnée favorite par les bookmakers : Kansas City par 3 points. |             |           |              |                 |

|  | Finales de conférence                                     | Finales de conférence                                     |                              |    | Super Bowl LV                                         | Super Bowl LV                                         |
|  | Finales de conférence                                     | Finales de conférence                                     |                              |    | Super Bowl LV                                         | Super Bowl LV                                         |
|  |                                                           |                                                           |                              |    |                                                       |                                                       |
|  | 25 janvier 2021, Arrowhead Stadium, Kansas City, Missouri | 25 janvier 2021, Arrowhead Stadium, Kansas City, Missouri |                              |    | 7 février 2021, Raymond James Stadium, Tampa, Floride | 7 février 2021, Raymond James Stadium, Tampa, Floride |
|  | 25 janvier 2021, Arrowhead Stadium, Kansas City, Missouri | 25 janvier 2021, Arrowhead Stadium, Kansas City, Missouri |                              |    | 7 février 2021, Raymond James Stadium, Tampa, Floride | 7 février 2021, Raymond James Stadium, Tampa, Floride |
|  | #1 AFC Chiefs de Kansas City                              | 38                                                        |                              |    | 7 février 2021, Raymond James Stadium, Tampa, Floride | 7 février 2021, Raymond James Stadium, Tampa, Floride |
|  | #1 AFC Chiefs de Kansas City                              | 38                                                        |                              |    | 7 février 2021, Raymond James Stadium, Tampa, Floride | 7 février 2021, Raymond James Stadium, Tampa, Floride |
|  | #2 AFC Bills de Buffalo                                   | 24                                                        |                              |    | 7 février 2021, Raymond James Stadium, Tampa, Floride | 7 février 2021, Raymond James Stadium, Tampa, Floride |
|  | #2 AFC Bills de Buffalo                                   | 24                                                        | #1 AFC Chiefs de Kansas City | 9  |                                                       |                                                       |
|  | 25 janvier 2021, Lambeau Field, Green Bay, Wisconsin      |                                                           | #1 AFC Chiefs de Kansas City | 9  |                                                       |                                                       |
|  |                                                           | #5 NFC Buccaneers de Tampa Bay                            | 31                           |    |                                                       |                                                       |
|  | #1 NFC Packers de Green Bay                               | #5 NFC Buccaneers de Tampa Bay                            | 31                           | 26 |                                                       |                                                       |
|  | #1 NFC Packers de Green Bay                               |                                                           |                              | 26 |                                                       |                                                       |
|  | #5 NFC Buccaneers de Tampa Bay                            | 31                                                        |                              |    |                                                       |                                                       |
|  | #5 NFC Buccaneers de Tampa Bay                            | 31                                                        |                              |    |                                                       |                                                       |

## Les équipes
Les Buccaneers ont été désignés comme équipe hôte du Super Bowl LV en fonction de l'alternance des conférences en ce domaine. Le fait que les Buccaneers jouent habituellement leurs matchs à domicile au Raymond James Stadium n'est qu'une coïncidence. Jouant donc « à domicile », les Buccaneers ont décidé de jouer avec leurs maillots blancs et pantalons couleur étain. Les Chiefs joueront avec leurs maillots rouges et pantalons blancs.
Les sociétés de paris ont désigné les Chiefs comme favori avec une avance de 3 points et estiment que les équipes inscriront au total 57 points.

### Buccaneers de Tampa Bay
Tampa Bay est la première équipe NFL à disputer le Super Bowl dans son propre stade.
Les seules équipes ayant participé à un Super Bowl joué dans un stade de leur même zone métropolitaine étaient :
- Les Rams de Los Angeles qui au terme de la saison 1979 ont disputé le Super Bowl XIV joué au Rose Bowl, 14 milles (23 km) au nord est de leur stade de l'époque, le Los Angeles Memorial Coliseum ;
- Les 49ers de San Francisco qui au terme de la saison 1984 ont disputé le Super Bowl XIX joué au Stanford Stadium, 30 milles (48 km) au sud de leur stade de l'époque, le Candlestick Park.

Il s'agit de leur second Super Bowl (voir ci-dessous) mais le 10e de leur quarterback Tom Brady (le 1er qu'il ne joue pas avec les Patriots de la Nouvelle-Angleterre). 
Dirigés pour la 2e année par l'entraîneur principal Bruce Arians, les Buccaneers ont terminé la saison 2020 avec un bilan en saison régulière de 11 victoires pour 5 défaites. Seconds de la Division NFC South, ils terminent 5e de leur conférence. Lors du tour de wild card, ils battent 31 à 23 la Washington Football Team. Ils battent ensuite respectivement les Saints de La Nouvelle-Orléans 30-20 en tour de division et les Packers de Green Bay 31-26 en finale de conférence NFC.
Avant cette saison, la franchise n'avait plus gagné de match de phase éliminatoire depuis leur victoire au Super Bowl XXXVII au terme de la saison 2002 et n'étaient plus revenu en phase éliminatoire depuis la saison 2007. La franchise avait également enregistré des bilans négatifs lors des 3 dernières saisons dont la première saison d'Arians clôturée sur un bilan de 7-9.
Au cours de l'intersaison, la franchise a engagé Tom Brady, quarterback des Patriots de la Nouvelle-Angleterre en remplacement de Jameis Winston. Les Buccaneers engagent également Rob Gronkowski des Patriots et signent Leonard Fournette, LeSean McCoy, Antonio Brown et Ryan Succop. Au cours de la draft 2020 de la NFL, Tampa Bay consolide sa ligne offensive avec le tacle Tristan Wirfs.
L'attaque de Tampa Bays termine classée 7e de la ligue (gain de 6 145 yards) et 3e au nombre de points inscrits (492). Brady a lancé pour un gain cumulé de 4 633 yards en inscrivant 40 touchdowns contre 12 interceptions. Il a également inscrit 3 touchdowns à la course. Sa cible principale a été le WR Mike Evans (70 réceptions, 1 001 yards, 13 touchdowns), le WR Chris Godwin (65 réceptions, 840 yards, 7 touchdowns) ainsi que Rob Gronkowski (45 réceptions, 623 yards, 7 touchdowns). Ses autres cibles ont aussi performé, Scotty Miller (en) (33 réceptions, 501 yards, 3 touchdowns), Antonio Brown (44 réceptions, 483 yards, 4 touchdowns) et Cameron Brate (en) (28 réceptions, 282 yards, 2 touchdowns). Ronald Jones a été le meilleur coureur de l'équipé avec un gain cumule de 978 yards pour 7 touchdowns auquel il faut ajouter 165 yards et 1 touchdown supplémentaire à la suite de 28 réceptions. Le running back Leonard Fournette a gagné 367 yards à la course et inscrit 6 touchdowns. Le kicker Ryan Succop est classé 6e de la ligue ayant réussi 28 des 31 field goals tentés inscrivant à lui seul 136 points.
Quant à la défense, elle se classe 6e de la ligue (5 234 yards concédés). Les meilleurs joueurs de la ligne sont les defensive ends Ndamukong Suh (6 sacks) et Jason Pierre-Paul, seul pro bowler de son équipe avec 9½ sacks, 4 fumbles forcés et 2 fumble recouverts. Elle possède également deux excellents linebacker, Devin White (140 tacles, 9 sacks) et Shaquil Barrett (8 sacks, 2 force fumbles). Le meilleur cornerback de l'équipe est Carlton Davis (en) avec 4 interceptions tandis que le meilleur safety Antoine Winfield Jr. (rookie) comptabilise 94 tacles, 1 interception et 3 sacks.
| Édition           | Date            | Lieu                                    | Adversaire        | G/P    | Score | Quarterback(s) | Entraîneur |
| ----------------- | --------------- | --------------------------------------- | ----------------- | ------ | ----- | -------------- | ---------- |
| Super Bowl XXXVII | 26 janvier 2003 | Qualcomm Stadium, San Diego, Californie | Raiders d'Oakland | G, 1-0 | 48-21 | Brad Johnson   | Jon Gruden |

### Chiefs de Kansas City
Les Chiefs disputent leur 4e Super Bowl (3 victoires pour 1 défaite). Ils sont les tenants du titre. 
Dirigés par l'entraîneur principal Andy Reid pour la 8e saison consécutive, ils terminent la saison régulière avec un bilan de 14 victoires pour 2 défaites , 32-40 contre les Raiders de Las Vegas en 4e semaine et lors du dernier match de saison régulière, 21-38 contre les Chargers de Los Angeles, les titulaires ayant été mis au repos, la première place de la Division AFC West étant déjà assurée. Exemptés du tour de wild card, ils jouent à domicile la phase éliminatoire et battent ensuite respectivement les Browns de Cleveland 22-17 en tour de division et les Bills de Buffalo 38–24 en finale de conférence AFC remportant ainsi le Trophée Lamar Hunt (en) pour la deuxième saison consécutive.
Au terme de la saison, l'attaque de Kansas City est la meilleure de la NFL au nombre de yards gagnés (6 653) et 6e en nombre de points inscrits (473). Le quarterback Patrick Mahomes est sélectionné pour la 3e fois consécutive pour le Pro Bowl après avoir enregistré 4 740 yards (second de la ligue) et 38 touchdowns pour six interceptions. Il termine également la saison 2e de son équipe au nombre de yards gagnés à la course avec 308 yards et 2 touchdowns. Sa cible préférée a été le tight end pro bowler Travis Kelce (105 réceptions, 1 416 yards, 11 touchdowns) lequel se classe 2e de la ligue des receveurs tout en établissant le nouveau record NFL de yards en réceptions par un tight end . Le receveur pro bowler Tyreek Hill fut également une cible majeure de Mahomes (87 réceptions 1 276 yards, 15 touchdowns ainsi que 132 yards et 2 touchdowns à la course). Les options de Mahomes furent assez nombreuses tout au long de la saison avec les receveurs Demarcus Robinson (en) (45 réceptions; 466 yards), Mecole Hardman (41 réception, 561 yards et 360 yards en special teams), et Sammy Watkins (37 réceptions, 421 yards). Le meilleur coureur de l'équipe en 2019, Damien Williams, avait choisi de ne pas jouer en 2020 à la suite de la pandémie de Covid-19 et parce que sa mère avait été diagnostiquée malade du cancer en phase 4. Il fut remplacé par le running back rookie Clyde Edwards-Helaire (808 yards, 4 touchdowns et 36 réceptions avec 297 yards et 1 touchdown) et Le'Veon Bell (254 yards, 2 touchdowns) en provenance des Jets de New York. La ligne offensive fut emmenée par le tacle Eric Fisher (2e sélection au Pro Bowl). Il manquera cependant le Super Bowl à la suite d'une blessure au tendon d'Achille occasionnée lors de la finale de conférence. Le kicker des équipes spéciales, Harrison Butker a quant à lui réussi 27 des 27 field goals tentés dont 4 d'une distance supérieure à 50 yards.
La ligne défensive des Chiefs a été emmenée par les pro bowlers Chris Jones (7½ sacks , 2 fumbles forcés) et Frank Clark (6 sacks). Le linebacker Anthony Hitchens est classé second de son équipe avec 78 tacles. La ligne arrière de Kansas City a également été remarquable, emmenée par le strong safety pro bowler, Tyrann Mathieu (68 tacles, 6 interceptions, 1 fumble recouvert), le free safety Daniel Sorensen (91 tacles, 3 interceptions, 2 fumbles forcés) et les cornerbacks Bashaud Breeland (en) (2 interceptions) et le rookie L'Jarius Sneed (3 interceptions, 2 sacks).
| Édition                    | Date             | Lieu                             | Adversaire        | G/P    | Score     | Quarterback       | Entraîneur      |
| -------------------------- | ---------------- | -------------------------------- | ----------------- | ------ | --------- | ----------------- | --------------- |
| AFL Championship 1962 (en) | 23 décembre 1962 | Jeppesen Stadium, Houston, Texas | Oilers de Houston | G, 1-0 | 20 2ET 17 | Abner Haynes (en) | Hank Stram (en) |

| Édition        | Date            | Lieu                                                   | Adversaire             | G/P    | Score | Quarterback(s)  | Entraîneur      |
| -------------- | --------------- | ------------------------------------------------------ | ---------------------- | ------ | ----- | --------------- | --------------- |
| Super Bowl LIV | 2 février 2020  | Hard Rock Stadium, Miami, Floride                      | 49ers de San Francisco | G, 2-1 | 31-20 | Patrick Mahomes | Andy Reid       |
| Super Bowl IV  | 11 janvier 1970 | Tulane Stadium, La Nouvelle-Orléans, Louisiane         | Vikings du Minnesota   | G, 1-1 | 23-07 | Len Dawson      | Hank Stram (en) |
| Super Bowl I   | 15 janvier 1967 | Los Angeles Memorial Coliseum, Los Angeles, Californie | Packers de Green Bay   | P, 0-1 | 10-35 | Len Dawson      | Hank Stram      |

## Les arbitres
Le Super Bowl LV a été dirigé par 7 officiels de champ et 2 en studio (révision vidéo). Les nombres entre parenthèses indiquent les numéros de leurs uniformes. C'est la première fois depuis le Super Bowl I que des arbitres remplaçants ont été prévus pour chaque poste et la première fois qu'un arbitre remplaçant est prévu pour les replays (révisions vidéo),.
| - Titulaires : - Referee : Carl Cheffers (51) - Umpire : Fred Bryan (11) - Arbitre Down : Sarah Thomas (53) - première femme à officier lors d'un Super Bowl - Arbitre Line : Rusty Baynes (59) - Arbitre Field : James Coleman (95) - Arbitre Side : Eugene Hall (103) - Arbitre Back' : Dino Paganelli (105) - Arbitre Replay : Mike Wimmer - Arbitre assistant Replay : Sean McKee | - Remplaçants : - Referee : Shawn Smith (14) - Umpire : Ramon George (128) - Arbitre Down : Jerod Phillips (6) - Arbitre Line : Mark Steinkerchner (84) - Arbitre Field : Tom Hill (97) - Arbitre Side : Jabir Walker (26) - Arbitre Back : Brad Freeman (88) - Arbitre Replay : Mark Butterworth |

## Déroulement du match

### Joueurs titulaires

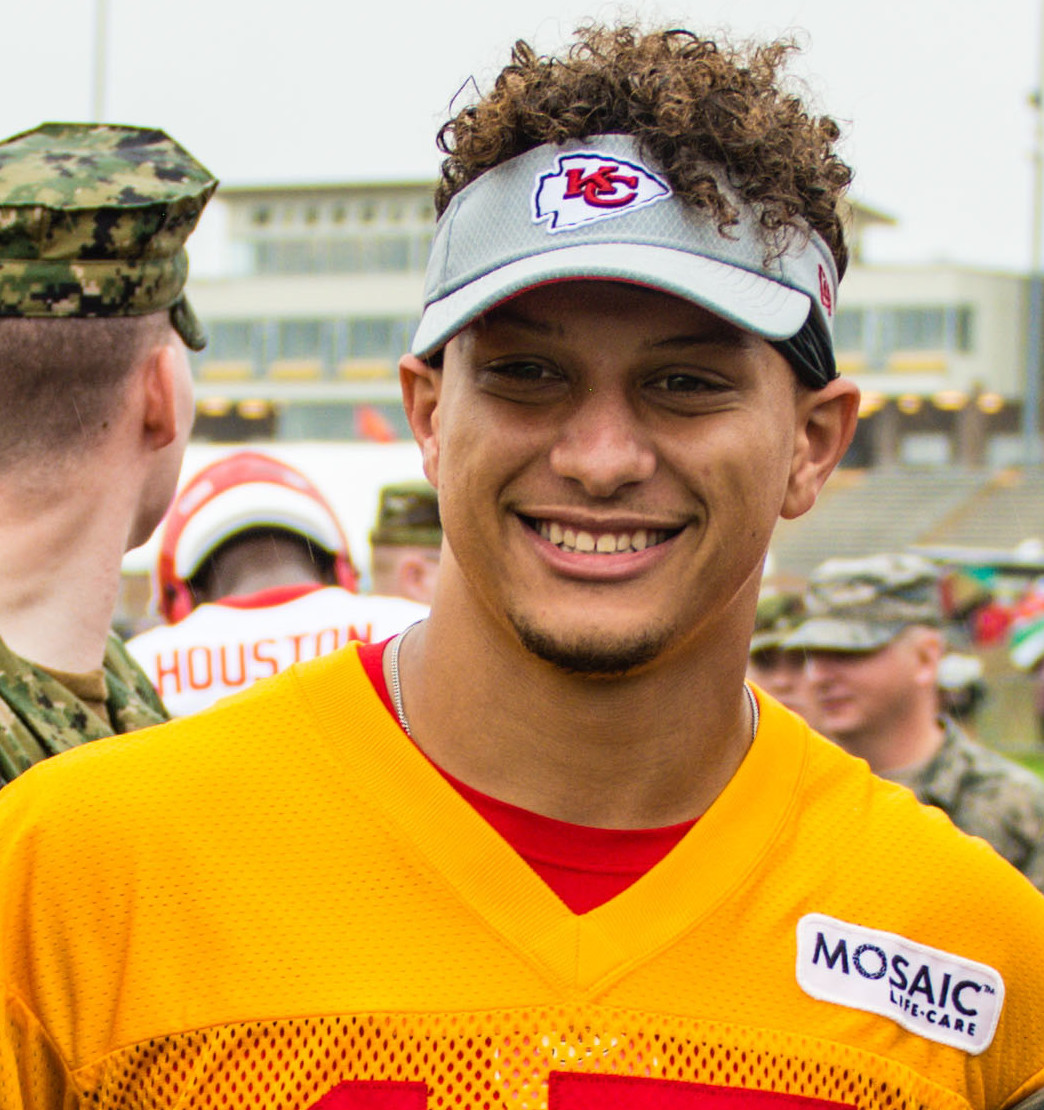
Patrick Mahomes, quarterback des Chiefs.
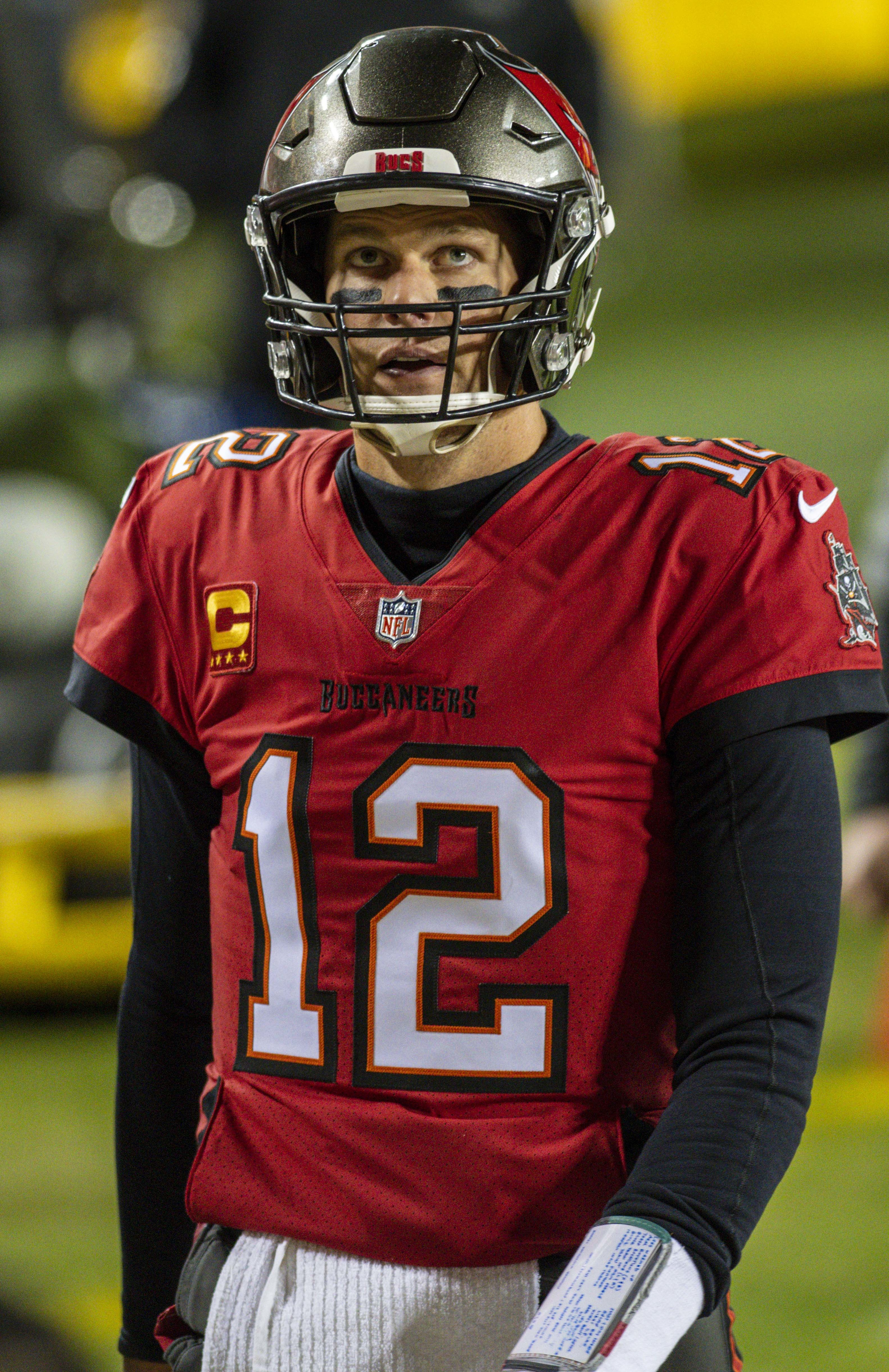
Tom Brady, quarterback des Buccaneers.

| Kansas City           | Postes | Postes | Tampa Bay       |
| --------------------- | ------ | ------ | --------------- |
| Mike Remmers          | LT     | LT     | Donovan Smith   |
| Nick Allegretti       | LG     | LG     | Ali Marpet      |
| Austin Reiter         | C      | C      | Ryan Jensen     |
| Stefen Wisniewski     | RG     | RG     | Aaron Stinnie   |
| Andrew Wylie          | RT     | RT     | Tristan Wirfs   |
| Travis Kelce          | TE     | TE     | Rob Gronkowski  |
| Patrick Mahomes       | QB     | QB     | Tom Brady       |
| Clyde Edwards-Helaire | RB     | RB     | Ronald Jones II |
| Demarcus Robinson     | WR     | WR     | Chris Godwin    |
| Tyreek Hill           | WR     | WR     | Mike Evans      |
| Byron Pringle         | WR     | WR     | Antonio Brown   |

| Kansas City (4-3) | Postes | Postes | Tampa Bay (3-4)      |
| ----------------- | ------ | ------ | -------------------- |
| Frank Clark       | RDE    | DE     | Ndamukong Suh        |
| Chris Jones       | LDT    | DE     | Rakeem Nuñez-Roches  |
| Derrick Nnadi     | RDT    | NT     | Vita Vea             |
| Tanoh Kpassagnon  | LDE    | OLB    | Jason Pierre-Paul    |
| Anthony Hitchens  | MLB    | OLB    | Shaquil Barrett      |
| Damien Wilson     | OLB    | ILB    | Devin White          |
| Darius Harris     | OLB    | ILB    | Lavonte David        |
| Bashaud Breeland  | RCB    | RCB    | Jamel Dean           |
| L'Jarius Sneed    | CB     | CB     | Carlton Davis        |
| Daniel Sorensen   | FS     | FS     | Jordan Whitehead     |
| Tyrann Mathieu    | SS     | SS     | Antoine Winfield Jr. |

### Évolution du score
| Quart-temps :           | 1 | 2  | 3  | 4 | Total |
| ----------------------- | - | -- | -- | - | ----- |
| Buccaneers de Tampa Bay | 7 | 14 | 10 | 0 | 31    |
| Chiefs de Kansas City   | 3 | 03 | 03 | 0 | 09    |

| QT            | Temps         | Drive         | Drive         | Drive         | Équipe        | Description de l'action                                                                              | Score | Score |
| ------------- | ------------- | ------------- | ------------- | ------------- | ------------- | --- | ----- | ----- |
| QT            | Temps         | Jeux          | Yards         | TDP           | Équipe        | Description de l'action                                                                              | TB    | KC    |
| 1             | 05:14         | 8             | 31            | 03:23         | KC            | Field goal de 49 yards par Harrison Butker                                                           | 0     | 3     |
| 1             | 00:37         | 8             | 75            | 04:33         | TB            | Touchdown de 8 yards par Rob Gronkowski, passe de Tom Brady (conversion d'un point par Ryan Succop)  | 7     | 3     |
|               |               |               |               |               |               | |       |       |
| 2             | 06:05         | 6             | 38            | 02:58         | TB            | Touchdown de 17 yards par Rob Gronkowski, passe de Tom Brady (conversion d'un point par Ryan Succop) | 14    | 3     |
| 2             | 01:04         | 10            | 61            | 05:01         | KC            | Field goal de 34 yards par Harrison Butker                                                           | 14    | 6     |
| 2             | 00:06         | 5             | 71            | 00:55         | TB            | Touchdown de 1 yard par Antonio Brown, passe de Tom Brady (conversion d'un point par Ryan Succop)    | 21    | 6     |
|               |               |               |               |               |               | |       |       |
| 3             | 11:31         | 7             | 47            | 03:29         | KC            | Field goal de 52 yards par Harrison Butker                                                           | 21    | 9     |
| 3             | 07:45         | 6             | 74            | 03:41         | TB            | Touchdown de Leonard Fournette, course de 27 yards (conversion d'un point par Ryan Succop)           | 28    | 9     |
| 3             | 02:50         | 8             | 11            | 03:34         | TB            | Field goal de 52 yards par Ryan Succop                                                               | 31    | 9     |
| Score final : | Score final : | Score final : | Score final : | Score final : | Score final : | Score final :                                                                                        | 31    | 9     |

### Résumé

#### Première mi-temps
Kansas City gagne le toss et cède le coup d'envoi à Tampa Bay. Le premier cup de pied d'engagement effectué par Harrison Butker est retourné sur la ligne des 24 yards de Tampa Bay. Le drive d'ouverture des Buccaneers se termine par un 3 et out (three-and-out (en)) et après le punt de Bradley Pinion, les Chiefs commencent leur premier drive sur leur ligne des 33 yards. Ce premier drive connait un fin similaire à celui des Bucs même si les Chiefs ont pu gagner un 1st down. Les Bucs commencent leur second drive par une course de 13 yards de Ronald Jones II mais n'avancent plus par la suite et ils doivent à nouveau punter. Les Chiefs débutent sur leur 38 yards et gagnent 31 yards lors des huit jeux suivants. Ils ouvrent le score (3-0) à la suite d'un field goal de 49 yards par Butker. Le drive suivant des Bucs se termine par un touchdown de 8 yards inscrit par le tight-end Rob Gronkowski sur passe du quarterback Tom Brady (7-3). Il s'agit du 13e touchdown inscrit par le Gronk sur passe de Tom Brady en matchs de phase éliminatoire. Il détiennent ainsi seuls ce record NFL qu'ils partageaient auparavant avec le duo Joe Montana - Jerry Rice. Le drive suivant des Chiefs qu'ils débutent sur leurs 37 yards se termine par un nouveau 3 and out, rendant le ballon aux Bucs sur leur ligne des 30 yards.
Les Chiefs lors de leur premier drive du second quart temps se retrouvent à 1 yard de la ligne d'en-but mais Ronald Jones II ne peut inscrire le touchdown puisqu'il est arrêté lors du 4th down par la ligne défensive des Chiefs à quelques centimètre de l'end zone. Kansas City récupère le ballon mais n'arrive pas à remonter le terrain et leur drive se termine par un mauvais punt de 29 yards de Tommy Townsend qui sort du terrain à hauteur de sa ligne des 38 yards. Brady en profite et inscrit un nouveau touchdown à la passe (17 yards) réceptionné à nouveau par Gronkowski (14-3). Le drive suivant des Chiefs comporte dix jeux mais se conclut à nouveau par un field goal de 34 yards (14-6). Le dernier drive de la mi-temps revient à Tampa Bay alors qu'il ne reste qu'environ une minute de jeu. Il se termine par un touchdown d'1 yard en réception par le wide receiver Antonio Brown à 6 secondes de la mi-temps permettant aux Buccaneers de mener 21 à 6.

#### Seconde mi-temps
Les Chiefs ont le ballon pour commencer la seconde mi-temps. Kansas City parvient à remonter le terrain jusqu'aux 34 yards adverses mais ne parviennent pas à inscrire de touchdown et doivent à nouveau se contenter d'un field goal de 52 yards (21-9). Tampa Bay sur le drive suivant va assommer les Chiefs puisqu'ils vont inscrire un 3e touchdown à la suite d'une course de 27 yards par Leonard Fournette  (28-9). Le drive suivant de Kansas City débute sur leurs 25 yards mais se termine par un interception d'Antoine Winfield Jr. et les Chiefs récupèrent le ballon sur leurs 45 yards. Bien que n'ayant gahné que 11 yards au cours des 8 jeux suivants, Tampa Bay capitalise à nouveau en inscrivant un field goal de 52 yards par le kicker Ryan Succop (31-9). Les Chiefs doivent ensuite à nouveau leur rendre le ballon sans parvenir à marquer.
La défense des Chiefs force néanmoins Tampa Bay à effectuer un punt (leur troisième du match seulement) mais son attaque doit rendre le ballon alors qu'ils se trouvent au milieu du terrain. Tampa Bay n'en profite pas, rend le ballon aux Buccaneers mais la passe du quarterback Mahomes est interceptée par Devin White alors qu'il ne reste plus qu'un min et 33 secondes de jeu. Tampa Bay en possession du ballon fait fondre l'horloge et le match se termine sur le score de 31 à 9 pour les Buccaneers. Brady est désigné MVP du match et remporte son 5e Super Bowl Most Valuable Player Award.

### Statistiques
| Nom       | Poste | Équipe                  |
| --------- | ----- | ----------------------- |
| Tom Brady | QB    | Buccaneers de Tampa Bay |

| Statistiques                           | KC                                                      | TB                                                      |
| -------------------------------------- | ------------------------------------------------------- | ------------------------------------------------------- |
| 1er down                               | 22                                                      | 26                                                      |
| 1er down à la course                   | 12                                                      | 12                                                      |
| 1er down à la passe                    | 7                                                       | 8                                                       |
| 1er down suite pénalité                | 3                                                       | 6                                                       |
| Conversion de 3e down                  | 3/13                                                    | 4/12                                                    |
| Conversion de 4e down                  | 1/3                                                     | 0/1                                                     |
| Jeux–yards                             | 69 jeux pour 350 yards                                  | 63 jeux pour 340 yards                                  |
| Yards à la course                      | 17 courses pour 107 yards (moyenne de 6,3 yards/course) | 13 courses pour 145 yards (moyenne de 4,4 yards/course) |
| Yards à la passe                       | 243                                                     | 195                                                     |
| Passes : Réussies-Tentées-Interceptées | 26/49 passes complétées, 2 interceptions                | 21/29 passes complétées, 0 interceptions                |
| Réussite en zone rouge/chances         | 0/3                                                     | 3/5                                                     |
| TD                                     | 0                                                       | 4                                                       |
| Field Goals                            | 3/3                                                     | 1/1                                                     |
| Sacks (Nombre-Yards)                   | 1 pour 6 yards adverses perdus                          | 3 pour 27 yards adverses perdus                         |
| Fumbles (Nombre/Perdus)                | 0                                                       | 0                                                       |
| Pénalités (Nombre/Yards perdus)        | 11 pour 120 yards perdus                                | 4 pour 39 yards perdus                                  |
| Temps de possession                    | 28:37                                                   | 31:23                                                   |

| Quarterback           |            |      |      |       |        |
| Joueur                | Tent/Réus. | Yds  | TD   | Int.  | Év.    |
| Patrick Mahomes       | 26/49      | 270  | 0    | 2     | 52,3   |
| Coureurs              |            |      |      |       |        |
| Joueur                | Nbr.       | Yds  | TD   | Long. | Moy.   |
| Clyde Edwards-Helaire | 9          | 64   | 0    | 26    | 7,11   |
| Patrick Mahomes       | 5          | 33   | 0    | 11    | 6,6    |
| Tyreek Hill           | 1          | 5    | 0    | 5     | 5      |
| Darrel Williams       | 2          | 5    | 0    | 3     | 2,5    |
| Receveurs             |            |      |      |       |        |
| Joueur                | Nbr.       | Yds  | TD   | Long. | Target |
| Travis Kelce          | 10         | 133  | 0    | 33    | 15     |
| Tyreek Hill           | 7          | 73   | 0    | 23    | 10     |
| Clyde Edwards-Helaire | 2          | 23   | 0    | 18    | 3      |
| Sammy Watkins         | 1          | 13   | 0    | 13    | 1      |
| Demarcus Robinson     | 1          | 11   | 0    | 11    | 2      |
| Darrel Williams       | 2          | 10   | 0    | 9     | 7      |
| Mecole Hardman        | 2          | 4    | 0    | 4     | 6      |
| Byron Pringle         | 1          | 3    | 0    | 3     | 2      |
| Défenseurs            |            |      |      |       |        |
| Joueur                | Nbr. T     | Solo | Sack | TFL   | P.D.   |
| Damien Wilson         | 10         | 6    | 0    | 1     | 0      |
| Ben Niemann           | 9          | 4    | 0    | 0     | 0      |

| Quarterback       |            |      |      |       |        |
| Joueur            | Tent/Réus. | Yds  | TD   | Int.  | Év.    |
| Tom Brady         | 21/29      | 201  | 3    | 0     | 125,8  |
| Coureurs          |            |      |      |       |        |
| Joueur            | Nbr.       | Yds  | TD   | Long. | Moy.   |
| Leonard Fournette | 16         | 89   | 1    | 27    | 5,56   |
| Ronald Jones II   | 12         | 61   | 0    | 13    | 5,08   |
| Receveurs         |            |      |      |       |        |
| Joueur            | Nbr.       | Yds  | TD   | Long. | Target |
| Rob Gronkowski    | 6          | 67   | 2    | 25    | 7      |
| Leonard Fournette | 4          | 46   | 0    | 15    | 4      |
| Mike Evans        | 1          | 31   | 0    | 31    | 1      |
| Cameron Brate     | 3          | 26   | 0    | 15    | 3      |
| Antonio Brown     | 5          | 22   | 1    | 16    | 6      |
| Chris Godwin      | 2          | 9    | 0    | 8     | 4      |
| Défenseurs        |            |      |      |       |        |
| Joueur            | Nbr. T     | Solo | Sack | TFL   | P.D.   |
| Devin White       | 12         | 8    | 0    | 2     | 1      |
| Lavonte David     | 6          | 6    | 0    | 0     | 2      |

## Records du bowl
| Plus d'apparition pour un joueur                                   | 10                | Tom Brady (Tampa Bay)       |
| Plus d'apparition pour un joueur titulaire                         | 10                | Tom Brady (Tampa Bay)       |
| Plus de passes tentées pour un joueur en carrière                  | 392               | Tom Brady (Tampa Bay)       |
| Plus de passe réussies pour un joueur en carrière                  | 256               | Tom Brady (Tampa Bay)       |
| Plus de yards gagnés à la passe pour un joueur en carrière         | 2 838             | Tom Brady (Tampa Bay)       |
| Plus vieux quarterback                                             | 43 ans, 188 jours | Tom Brady (Tampa Bay)       |
| Plus vieux quarterback titulaire                                   | 43 ans, 188 jours | Tom Brady (Tampa Bay)       |
| Plus vieux joueur                                                  | 43 ans, 188 jours | Tom Brady (Tampa Bay)       |
| Plus vieux joueur titulaire                                        | 43 ans, 188 jours | Tom Brady (Tampa Bay)       |
| Les records ci-dessus ne se réfèrent qu'aux Super Bowls            |                   |                             |
| Plus grand nombre de TDs inscrits par un duo en phase éliminatoire | 14                | Tom Brady et Rob Gronkowski |

## Spectacle de la mi-temps
Le spectacle de la mi-temps du Super Bowl LV a été assuré par l'artiste canadien The Weeknd,,.
Sa sélection a été officialisée le 12 novembre 2020. The Weeknd est un chanteur, auteur-compositeur et producteur canadien né à Toronto en Ontario et primé aux Grammy Awards. Plusieurs de ses chansons ont été classées en tête du Billboard Hot 100 américain.